# Talaudské ostrovy
Talaudské ostrovy (indonésky Kepulauan Talaud) jsou souostroví ležící v Tichém oceánu mezi ostrovy Sulawesi, Mindanao a Halmahera. Patří Indonésii a od roku 2000 tvoří kabupaten v rámci provincie Severní Sulawesi. Souostroví má rozlohu 1 251 km² a žije na něm přibližně 95 000 obyvatel (sčítání v roce 2020). Hlavním městem je Melonguane na ostrově Karakelong. Domorodci hovoří austronéskou talaudštinou a vyznávají převážně protestantismus.

## Geografie
Největším ostrovem je Karakelong, následují Kabaruang, Salibabu a Nusa Dorong. K Talaudským ostrovům patří také Miangas, který je nejsevernějším ostrovem východní Indonésie a v jeho blízkosti prochází námořní hranice s Filipínami. Ostrovy dosahují maximální nadmořské výšky 680 metrů a jsou stejně jako sousední ostrovní skupina Sangihe pokryty nížinným deštným lesem, i když ve dvacátém století došlo k rozsáhlému odlesňování. Na úrodné sopečné půdě se pěstuje muškátovník vonný, vanilovník plocholistý, hřebíčkovec kořenný, kokosovník ořechoplodý a ságovník pravý. Významný je také rybolov, dřevařství a umělecká řemesla. V Melonguane se nachází soukromá vysoká škola zaměřená na informační technologie.
Podle archeologických nálezů byly ostrovy osídleny již přes šesti tisíci lety. V roce 1899 je prozkoumala expedice Siboga. V Melonguane a na Miangasu se nacházejí letiště, která umožňují spojení s Manadem. Odlehlým ostrovům se vyhýbá masová turistika, i když nabízejí četné lokality vhodné k provozování vodních sportů.
Ostrovy jsou známé výskytem vzácných endemitů, jako je kaloň prostý, Melomys talaudium, kuskus talaudský, ledňáček zelenohlavý, chřástal talaudský a motýl Troides dohertyi. Na Karakelangu se nachází poslední útočiště loriho modroprsého.
V únoru 2009 ostrovy zasáhlo zemětřesení o síle 7,2 Mw.

## Galerie

Mapa
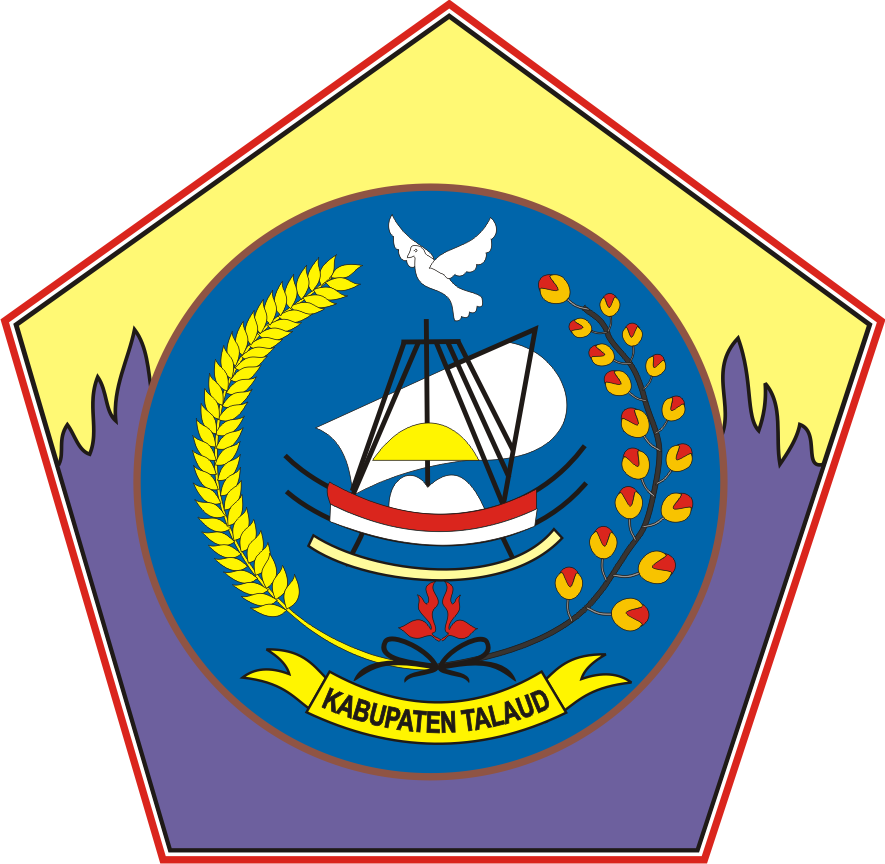
Znak regencie
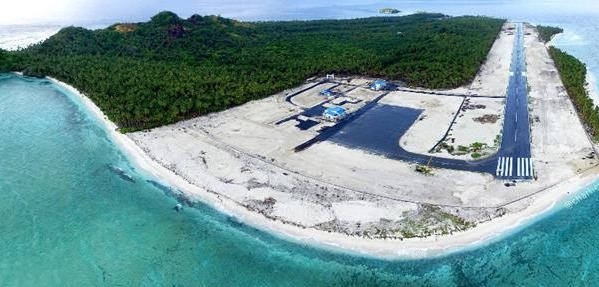
Ostrov Miangas s letištěm
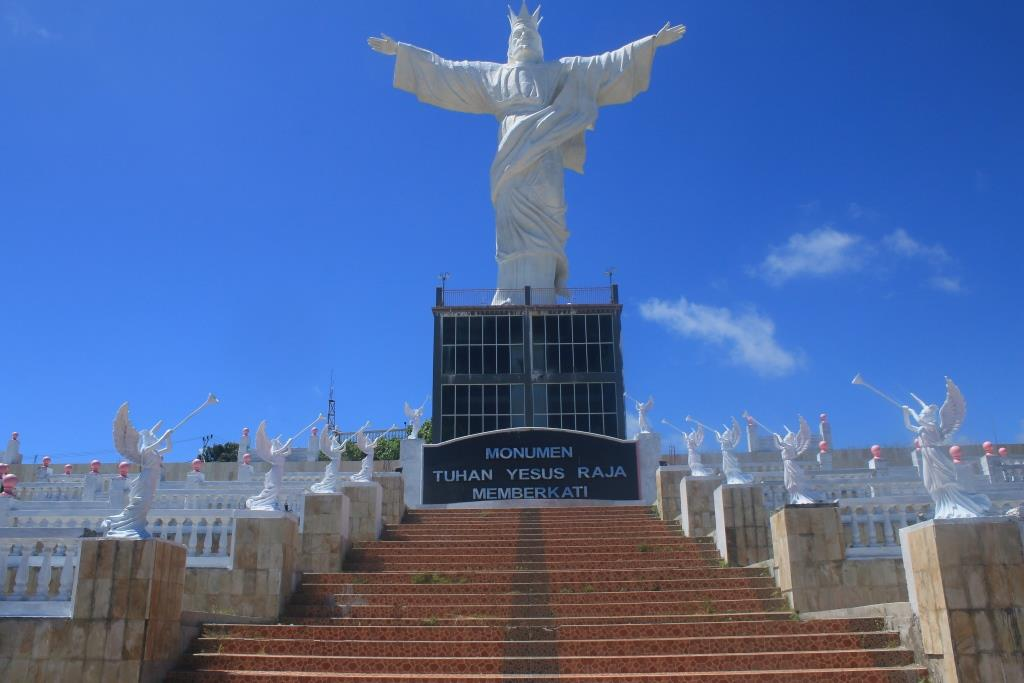
Socha Ježíše na Buibatu Melongunae